# Акт о веротерпимости
Акт о веротерпимости (англ. Toleration Act, полное название — «Акт об освобождении от наказаний, предусмотренных соответствующими законами, протестантских верноподданных, отделившихся от Церкви Англии» — англ. An Act for Exempting their Majestyes Protestant Subjects dissenting from the Church of England from the Penalties of certaine Lawes) — акт, принятый английским парламентом 24 мая 1689 года при Вильгельме III и Марии II, смягчивший религиозную политику Стюартов.
Действие Акта распространялось на нонконформистов — протестантских диссентеров, по различным причинам не признававших государственную Церковь Англии, при условии их лояльности новым монархам, пришедшим к власти в результате Славной революции 1688 года. От диссентеров требовалось заявить под присягой о признании короля главой Церкви, отказе от доктрины пресуществления и вере в Святую Троицу, а от диссидентских пасторов — ещё и подписать Тридцать девять статей. После прохождения этой процедуры бывшим диссентерам разрешалось проводить собственные богослужения в разрешённых для этого местах (частные молитвенные собрания без уведомления властей по-прежнему запрещались), а пасторам — публично проповедовать (после получения соответствующей лицензии). Вместе с тем диссентерам, как и при Стюартах, было запрещено занимать государственные или приходские должности, а также быть членами суда присяжных. Несогласие с Церковью Англии не освобождало диссидентов от выплаты десятины в её пользу. Таким образом, положение нонконформистов лишь смягчалось и они были по-прежнему ущемлены в ряде прав по сравнению с господствующей конфессией. А окончательная отмена дискриминационных религиозных законов произошла лишь в 1828—1829 годах.
Особые части Акта о веротерпимости позволяли распространить его действие на баптистов (часть 7: баптистским пресвитерам разрешалось подписывать Тридцать девять статей без 27-й статьи, объявлявшей законным крещение младенцев) и квакеров (так как они не признавали возможным приносить какую-либо присягу, частью 10 им дозволялось ограничиться торжественным заявлением, по смыслу совпадавшим с требовавшейся клятвой). Вместе с тем под действие Акта о веротерпимости не подпадали католики (так как присяга содержала отказ от пресуществления) и крайние протестанты-антитринитарии.
Несмотря на ограниченность и половинчатость положений Акта, он является одним из важнейших (наряду с Биллем о правах и Актом о престолонаследии) законов эпохи Славной революции, положивших начало современной британской демократии.